# Benigno Quiroga y López Ballesteros
Benigno Quiroga y López Ballesteros (Santiago de Compostel·la, 1848 - Madrid, 9 de març de 1908) fou un enginyer i polític gallec, va ser ministre de Governació durant el regnat d'Alfons XIII.

## Trajectòria
Format en enginyeria de forests i dret, formà part del Partit Liberal i pactà amb els conservadors per tal que ambdós tinguessin sempre representació a les Corts pel districte de Lugo. Fou diputat pel districte de Lugo (1881-1887 i 1891-1907) i per Daimiel (1907-1908). Director general d'Obres Públiques (1893), subsecretari d'Ultramar (1897) i subsecretari de Governació (1901), fou director general d'Administració i Foment de les Filipines. Fou ministre de Governació dos cops: entre el 10 de juny i el 6 de juliol de 1906, i entre el 30 de novembre i el 4 de desembre de 1906, en governs de Segismundo Moret. La seva notorietat va néixer amb la seva gestió de les Filipines, caracteritzada per cert liberalisme.
Fou pare de Luis i Joaquín Quiroga Espín.